# Пат и Мат
Пат и Мат или Тяпа и Ляпа (чеш. и словац. Pat a Mat) — чехословацкий детский мультсериал, рассказывающий о двух друзьях и соседях Пате и Мате.

## Сюжет
Сериал не имеет диалогов. Главные герои — два стереотипных чехословака, которые живут по соседству. Эти горе-изобретатели ремонтируют старые механические приборы и пытаются создать новые, но каждый раз всё идёт наперекосяк — неуклюжие и бестолковые действия парочки приводят к ещё худшим результатам, чем было вначале. Все серии мультсериала короткие и ограничиваются одним сюжетом.